# ثابت اشتفان–بولتسمان
ثابت استفان-بولتزمن (به انگلیسی: Stefan–Boltzmann constant) یک ثابت فیزیکی است که نام آن از جوزف استفان (که در سال ۱۸۵۷ تا ۱۸۷۹ معادله آهنگ گسیل شدن انرژی توسط یک شیء را به طور تجربی کشف کرد.) و لودویگ بولتزمن (که مدتی بعد از آن معادله را به طور نظری ثابت کرد.) گرفته شده است. این ثابت که با حرف یونانی سیگما {\displaystyle \sigma } نمایش داده می‌شود در قانون استفان-بولتزمان ظاهر می‌شود. این قانون رابطهٔ میان مقدار کل انرژی که یک جسم از خود تابش می‌کند و دما را بیان می‌دارد.
این ثابت به صورت زیر تعریف می‌شود:
{\displaystyle \sigma ={\frac {2\pi ^{5}k_{\mathrm {B} }^{4}}{15h^{3}c^{2}}}={\frac {\pi ^{2}k_{\mathrm {B} }^{4}}{60\hbar ^{3}c^{2}}},}
که در آن:
- {\displaystyle c} سرعت نور در خلاء
- {\displaystyle \hbar } فرم دیراک ثابت پلانک {\displaystyle h}
- {\displaystyle k_{B}} ثابت بولتزمن است.

مقدار عددی {\displaystyle \sigma } برابر است با:
{\displaystyle \sigma ={\frac {2\pi ^{5}k^{4}}{15c^{2}h^{3}}}=5.670400\times 10^{-8}{\textrm {J\,s}}^{-1}{\textrm {m}}^{-2}{\textrm {K}}^{-4}.}
کاربرد : از سیگما در نجوم بسیار استفاده می شود .
== جستارهای وابسته ==ثابت بولتزمن به عنوان استاندارد جهانی دما از سال 2019در مترولوژی مورد تصویب قرار گرفت تا یکی از هفت کمیت بنیادی در فیزیک حوزه اندازه گیری دما واحد کلوین K مرجع دما قرار داده شود
- قانون استفان-بولتزمان
- ثابت بولتزمن
- ثابت‌های فیزیکی